# Chocolat Suchard
Chocolat Suchard es una marca comercial enfocada a la fabricación y venta de chocolate fundada en 1826 por el suizo Philippe Suchard en la ciudad de Neuchâtel y perteneciente al grupo multinacional de alimentación Mondelēz International.

## Historia
En 1826, Philippe Suchard funda su fábrica en la ciudad de Neuchâtel, Suiza, simultáneamente a otra fábrica en Serrières. En 1879, la sociedad abre su primera fábrica internacional en Rötteln, Alemania. En 1901 ve nacer la marca Milka.
En 1930 se funda la casa Suchard, 10 años después es trasladada de Neuchâtel a Lausana. En 1970, se fusiona con Chocolat Tobler, famoso por el Toblerone y toma el nombre de Interfood S.A. En 1982 Klaus Johann Jacobs adquiere la mayoría del capital y lo integra en su grupo, que se convierte en Jacobs Suchard S.A..
En 1990 es el año del fin de la producción de chocolate en Neuchâtel, trasladándose la producción a otros países. 

## Principales productos
- Turrón de Suchard
- La barra de chocolate Suchard Express
- Chocolatinas y tabletas de chocolate Suchard
- El chocolate con leche La-Do-Ré (juego de palabras en francés l'adoré)
- Caramelos "Sugus"